# Stazione di Sayamashi
La stazione di Sayamashi (狭山市駅?, Sayamashi-eki) è una stazione ferroviaria della città di Sayama della prefettura di Saitama, ed è servita dalla linea Shinjuku delle Ferrovie Seibu, a circa 32 km di distanza dal capolinea di Seibu-Shinjuku.

## Linee
Ferrovie Seibu
● Linea Seibu Shinjuku

## Struttura
La stazione si trova in superficie ed è dotata di due marciapiedi laterali con due binari passanti, collegati al grande fabbricato viaggiatori posto sopra i binari da scale mobili, fisse e ascensori.
| 1 | ● Linea Seibu Shinjuku | per Shin-Sayama e Hon-Kawagoe                 |
| 2 | ● Linea Seibu Shinjuku | per Tokorozawa, Takadanobaba e Seibu-Shinjuku |

## Stazioni adiacenti
| «                    | Servizio             | »                    |
| Linea Seibu Shinjuku | Linea Seibu Shinjuku | Linea Seibu Shinjuku |
| -------------------- | -------------------- | -------------------- |
| Iriso                | Locale               | Shin-Sayama          |
| Iriso                | Semiespresso         | Shin-Sayama          |
| Iriso                | Espresso             | Shin-Sayama          |
| Shin-Tokorozawa ←    | Espresso pendolari   | ← Hon-Kawagoe        |